# Pinelema dengi
Espèce
Synonymes
- Telema dengi Tong & Li, 2008

Pinelema dengi est une espèce d'araignées aranéomorphes de la famille des Telemidae.

## Distribution
Cette espèce est endémique de Hainan en Chine,. Elle se rencontre dans la grotte Luobi à Sanya.

## Description
Les mâles mesurent de 1,20 à 1,49 mm et les femelles de 1,26 à 1,52 mm.

## Systématique et taxinomie
Cette espèce a été décrite sous le protonyme Telema dengi par Tong et Li en 2008. Elle est placée dans le genre Pinelema par Zhao, Li et Zhang en 2020.

## Étymologie
Cette espèce est nommée en l'honneur de Gao-yun Deng.

## Publication originale
- Tong & Li, 2008 : The spiders of the genus Telema (Araneae: Telemidae) from Hainan Island, China. Raffles Bulletin of Zoology, vol. 56, no 1, p. 67-74 (texte intégral).